# 건스타 히어로즈
건스타 히어로즈(일본어: ガンスターヒーローズ 간스타 히로즈[*], Gunstar Heroes
 건스타 히어로즈[*])는 트레져가 개발하고 세가에서 발행한 1993년 메가드라이브용 액션 슈팅 게임이다. 북미 지역에서 1993년 9월 9일에 출시되었으며, 하루 뒤인 9월 10일 일본에서 출시되었다. 1995년 일본에서 게임기어 전용 버전이 출시되었다.
2005년 게임보이 어드밴스로 건스타 슈퍼 히어로즈가 발매되었다
2006년 2월 23일 플레이스테이션 2로 건스타 히어로즈:트레져 박스 컬렉션(Gunstar Heroes: Treasure Box Collection)이 발매되었다. 이 게임은 닌텐도 Wii 버추얼 콘솔에서도 작동된다.

## 게임플레이
건스타 히어로즈는 왼쪽에서 오른쪽으로 진행하는 횡스크롤 액션 슈팅 게임이다. 게임 플레이어가 고를 수 있는 무기는 네 개 속성 중 하나이며, 이 무기들은 두 개의 속성이 하나로 조합되어 총 14가지 종류의 다양한 무기 종류가 탄생하게 된다. 주로 총을 이용한 슈팅이 주요 공격 방법이지만, 근접 격투 공격 기술도 존재한다.(던전 앤 파이터의 거너 레인저와 거의 비슷) 적을 잡고 던지거나 슬라이딩하거나 점프 발차기 등의 기술 등이 존재한다.
무기는 머신건,레이저,에너미 체이서,플레임 샷이다.
다른 게임과는 달리 건스타 히어로즈 주인공들의 체력은 막대 게이지가 아닌 숫자로 표시된다. 보너스 플레이어가 주어지는 형태가 아니기 때문에 체력의 수치가 0을 가리키면서 플레이어는 컨티뉴 또는 게임 끝내기 둘 중 하나를 선택해야 한다.
게임의 보스들은 거대한 덩치를 갖고 있으며 여러 개의 스프라이트를 사용하여 다채로운 움직임과 공격 패턴을 보여 준다.

## 주요 캐릭터
- 레드, 블루 : 플레이어가 선택 가능한 캐릭터.

(메가드라이브판에서는 총을 발사하는 타입이 다르다. 레드는 이동하면서 사격이 가능하며 블루는 서있는 상태에서만 사격이 가능하다.)
- 옐로우 : 다음 스테이지에 대해 간단한 브리핑을 해 준다. 게임 중반 이후에는 그레이 장군에게 납치되기도 한다.
- 브라운 박사 : 그는 과거에 골든 실버를 봉인했으나 힘이 약해진 지금 그 임무를 레드와 블루에게 일임했다.

보스
- 핑크 : 건스타 일행을 막기 위해 고용된 바운티 헌터. 카인과 코타로와 함께 움직인다.
- 오렌지 : 거대 군함의 함장. 1대 1 승부를 즐기며, 뛰어난 힘과 기술을 갖고 있다.
- 블랙 박사 : 도박 중독자. 자신의 기지에서 레드와 블루를 기다리며, 마지막에 자신이 만든 병기로 주인공들과 싸운다.
- 그린 : 제국군에 의해 세뇌되어 골든 실버를 깨우기 위한 보석들을 모으고 있다. '세븐 포스'로 불리는 병기를 조종하며, 이 병기는 7개의 다른 형태로 변신이 가능하다. 옐로우의 오빠이다.
- 스매시 다이사쿠 : 골든 실버를 깨우기 위해 보석을 모으고 있는 악당. 제국군 서열 2위로, 게임 내에서 여러 번 등장하며 주인공들과 싸우기도 한다.
- 그레이 장군 : 제국의 수장.
- 골든 실버 : 1천 년 전 건조된 로봇. 우주를 누비면서 행성의 에너지를 빨아들이도록 프로그램되어 있다.

## 평가
| Contemporary review scores |       |
| --- | ----- |
| 평론 점수 평론사 점수 CVG 92% [ 1 ] 에지 6/10 [ 2 ] EGM 9/10 [ 3 ] 패미츠 29/40 [ 4 ] 게임프로 18/20 [ 5 ] Mean Machines Sega 93% [ 6 ] Sega Force 94% [ 7 ] Sega Magazine 94% [ 8 ] |       |
| 평론 점수 |       |
| 평론사 | 점수  |
| CVG | 92%   |
| 에지 | 6/10  |
| EGM | 9/10  |
| 패미츠 | 29/40 |
| 게임프로 | 18/20 |
| Mean Machines Sega | 93%   |
| Sega Force | 94%   |
| Sega Magazine | 94%   |

## 같이 보기
- 건스타 히어로즈 (사운드트랙)
- 건스타 히어로즈: 사운드 콜렉션
- 에일리언 솔저
- 건스타 슈퍼 히어로즈